# Експериментальний фільм
Експериментальний фільм, або Експериментальний кінематограф — термін для позначення низки кінематографічних рухів, які загалом значно відрізняються від традиційного кіно, від масового кіносередовища. Цей технічний термін стосується опису не загальних тенденцій розвитку кінематографа, на яких фокусується історіографія кінематографа, а на експериментальний аспект. Він торкається таких понять як експериментальна кіноробота, експериментальний досвід,  експериментаторські пошуки у сфері кіно, експериментальна кінокартина, формально-естетські експерименти, експериментальне оброблення знятого, режисер-експериментатор, експериментальний проект і тд. Часто також вживають терміни авангард та підпільне кіно, які в той же час мають також і інші значення. Часто експериментальні фільми мають нелінійний розвиток, звукова доріжка може бути асинхронною, чи навіть відсутньою, можуть використовуватись незвичні спецефекти, тривалість фільму може бути дуже довгою(десятки годин — напр. Cinématon 150 годин), чи дуже короткою(1 секунду -напр. «one-second movie»). Короткометражне кіно завжди було сферою експериментів, і досвідчені режисери часто звертаються до цієї форми кіно, щоб зняти некомерційну, експериментальну роботу з метою пошуку нових засобів вираження, реалізації власних ідей, незважаючи на комерційний успіх фільму тощо.

## Приклади
- Енді Воргол — Empire, Eat[en], Blow Job[en].